# شهرستان گرافتن، نیوهمپشر
شهرستان گرافتن واقع در ایالت نیوهمپشر است. جمعیت این شهرستان بر اساس سرشماری سال ۲۰۱۰ آمریکا ۸۹۱۱۸ نفر گزارش شده است. مرکز شهرستان گرافتن، نورث هاورهیل است که دهکده‌ای در شمال شهر هاورهیل است.این شهرستان در سال ۱۷۶۹ بنیانگذاری شده است.